# Utah-theepot

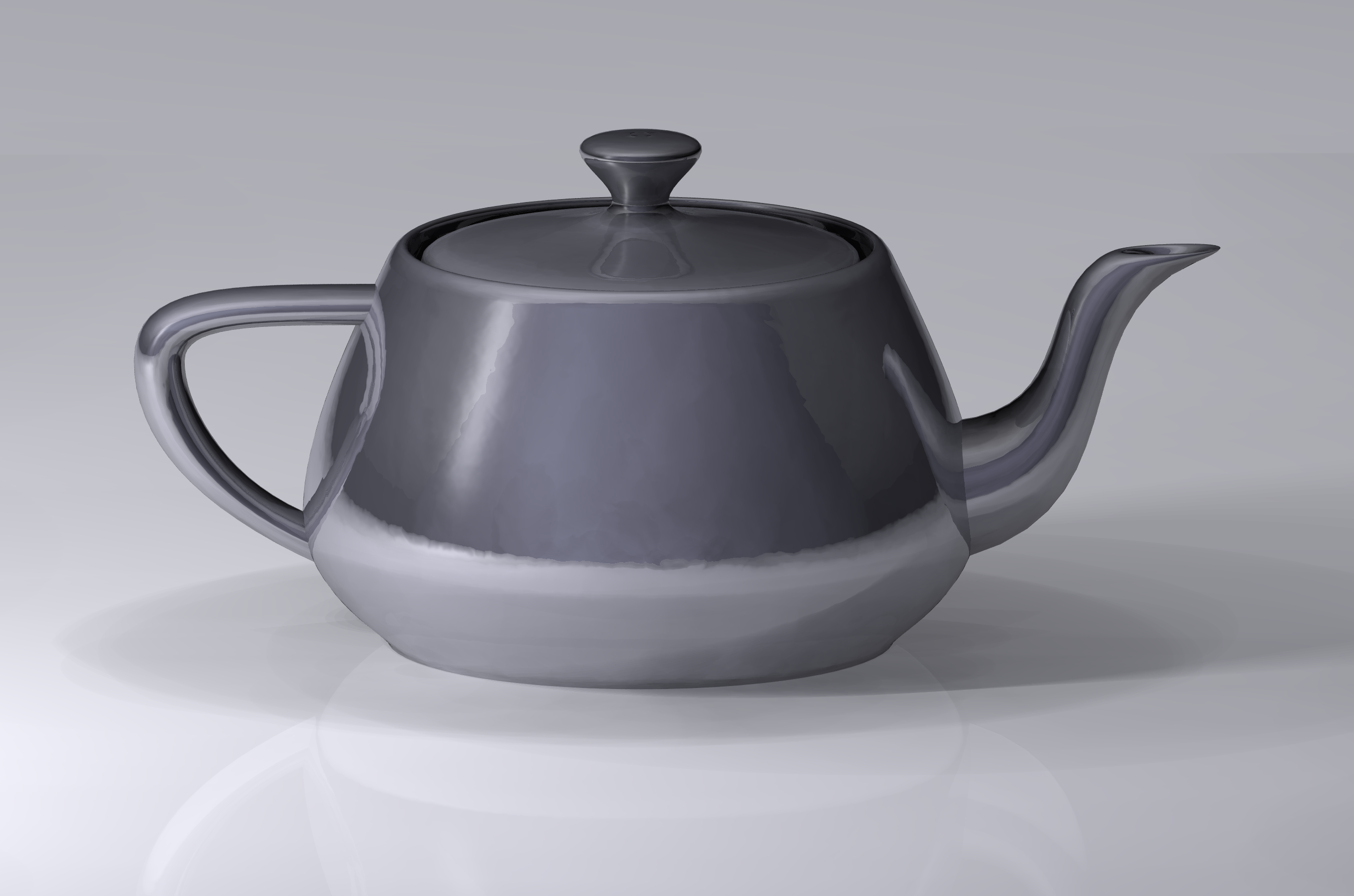
Een moderne visualisatie van een Utah theepot-model door Newell

De Utah theepot of Newell theepot is een 3D-computermodel. De pot wordt als standaard referentie-object gebruikt. Het is een wiskundig model van een theepot met een betrekkelijk eenvoudige vorm: een stevige, deels taps toelopende cilinder. De geometrische basisvorm van deze theepot wordt als equivalent van de woorden "Hello world" beschouwd. Het is een manier om op een eenvoudige en snelle manier een 3D-opstelling te genereren met een matig complexe vorm en zodoende de lichteffecten en opzet van de achtergrond/omgeving te bekijken.
Het theepot-model werd voor het eerst gemodelleerd door Martin Newell, een pionierende onderzoeker op gebied van afbeeldingen, gegenereerd met software aan de Universiteit van Utah.

## Geschiedenis
Newell had een betrekkelijk simpel mathematisch model van een huis-tuin-en-keuken-voorwerp nodig voor zijn werk. Zijn vrouw stelde voor hun theeservies te modelleren. Hij had ruitjespapier en potlood bij de hand en schetste daarmee de theepot. Op de universiteit schetste hij vervolgens een bepaald soort spline middels tussenliggende punten op een Tektronix kathodestraalbuis(CRT).

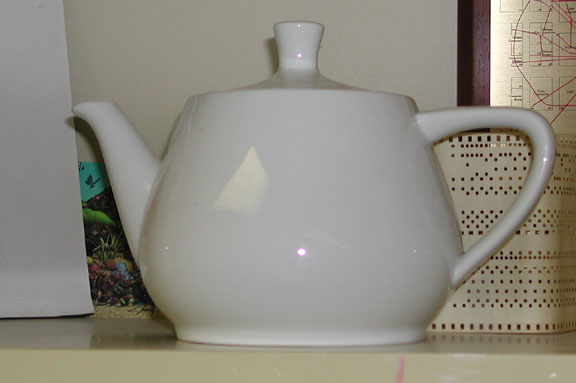
De originele Melitta theepot die Newell modelleerde

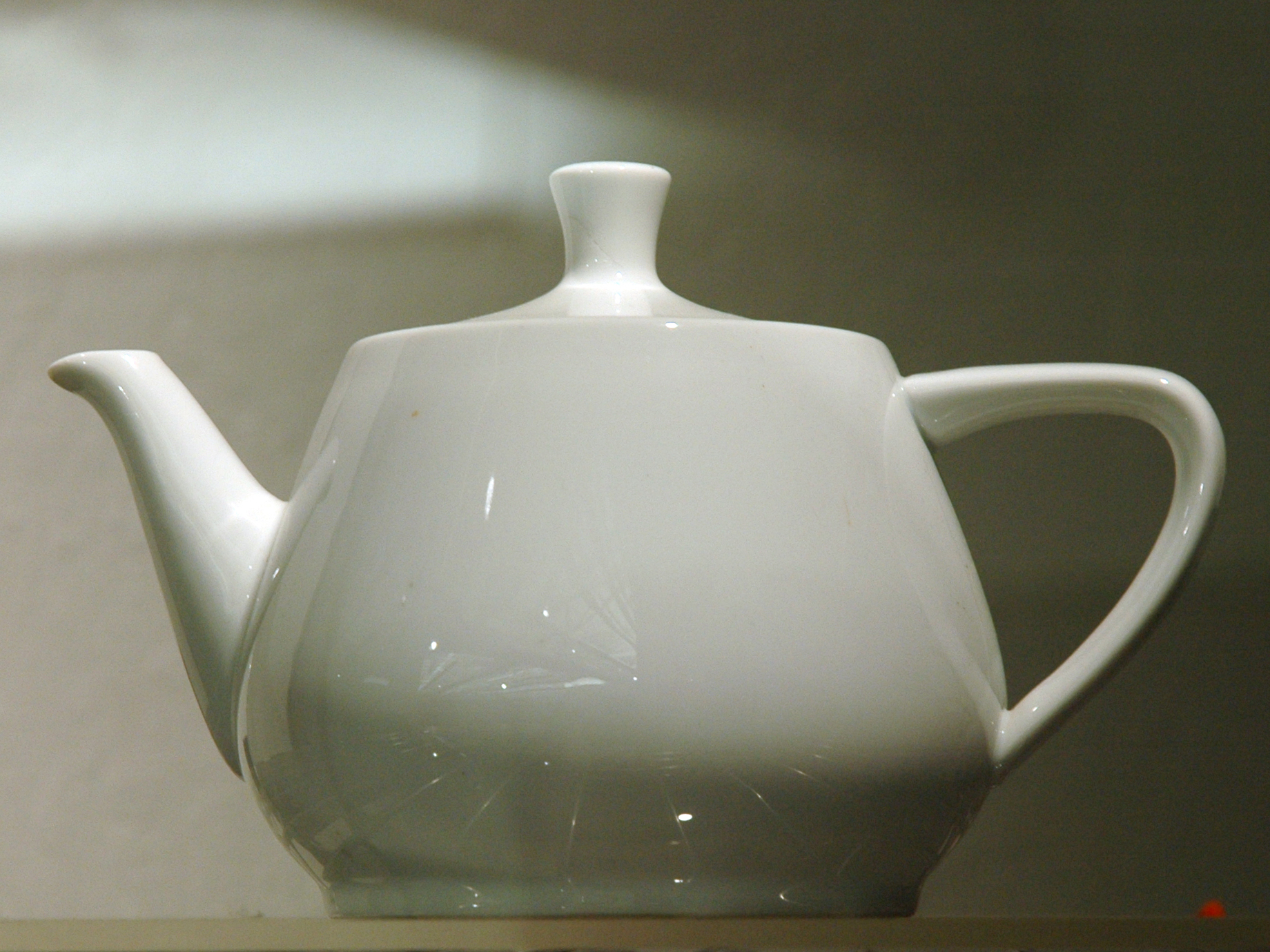
Zoals afgebeeld door het Computer History Museum

De vorm van de theepot biedt een aantal elementen die hem ideaal maakte voor grafische experimenten van die tijd: rond, bevat zadelpunten, heeft een genus groter dan nul vanwege het handvat, kan een schaduw op zichzelf projecteren (schenktuit/handvat) en er is geen complexe (oppervlakte)textuur nodig om een redelijke afbeelding te genereren.
Newell zorgde ervoor dat de wiskundige data, waarmee de geometrie van de theepot beschreven werd (een verzameling van coördinaten in de driedimensionale ruimte) vrij beschikbaar werd, met als gevolg dat ook andere onderzoekers deze (data)verzameling voor hun grafische experimenten op de computer gingen gebruiken. De onderzoekers hadden iets nodig met ongeveer dezelfde kenmerken als Newells' theepot, door zijn data te gebruiken hoefden ze geen tijd te steken in het invoeren van de geometrische gegevens van een ander model. De technische ontwikkeling heeft ervoor gezorgd dat het renderen (genereren) van een afbeelding van de theepot niet meer de uitdaging is, die het in 1975 was. Desondanks wordt het model nog steeds gebruikt als referentie-model voor grafische weergave, zij het dat er veel geavanceerder techniek gebruikt wordt.
Gedurende de volgende decennia toonden diverse uitgaven van bladen over grafische bewerking met de computer (zoals Association for Computing Machinery en SIGGRAPH's) varianten op de theepot: met facetten als smooth-shaded, draadmodel, bumpy, doorschijnend, refractive en zelfs met een textuur met pantervlekken.
Het oorspronkelijke theepot-model was niet bedoeld om van onderen bekeken te worden en had daarom geen bodem. Die werd pas later toegevoegd.
De echte theepot is groter - in de verhouding van 4:3 - ten opzichte van de computermodel vanwege tussentijdse aanpassingen in het model om de gewenste weergave te bereiken. De aangepaste schaal is onbedoeld standaard geworden.
De oorspronkelijke theepot was in 1974 gekocht bij een winkel in Salt Lake City. Hij werd in 1984 geschonken aan het Boston Computer Museum, waar hij tot 1990 vertoond werd. Later werd hij opgenomen in de 'Ephemera' collectie van het Computer History Museum in Mountain View, Californië.
Varianten en versies van het theepot-model, of voorbeelden van modellen met deze pot worden doorgaans meegestuurd - of zijn vrij verkrijgbaar - voor nagenoeg alle moderne render- en modelleerprogramma's en zelfs voor vele grafische API, includief AutoCAD, Lightwave 3D, POV-Ray, 3ds Max. De ondersteunende bibliotheken voor OpenGL en Direct3D zijn medeverantwoordelijk voor de digitale verspreiding van theepotten. Mac OS X Tiger en Leopard sturen de theepot ook mee, als onderdeel van Quartz Composer. Leopard's theepot ondersteunt bump-mapping en BeOS demonstreert een om zijn as draaiende theepot, bedoeld om de multimedia-mogelijkheden van dit platform te laten zien.
Situaties met de theepot worden doorgaans gebruikt om (de kwaliteit van) voor grafische afbeeldingen gebruikte software te testen, als een soort benchmark.

## 3D Printing
De Utah-theepot heeft een volledige productiecirkel doorlopen. Van computermodel dat op een reële theepot is gebaseerd tot theepot die op basis van het model is geproduceerd. De pot is verkrijgbaar in vele soorten en maten, van kleine plastic prulleria tot een volledig bruikbare keramische theepot. Als een soort eerbetoon aan haar "oorsprong" als computer-model is er ook een blokkerige variant met weinig polygonen gemaakt.

## Afbeeldingen

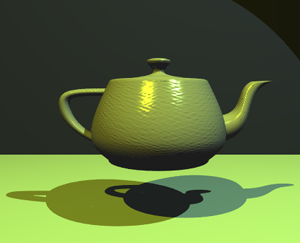
De Utah-theepot
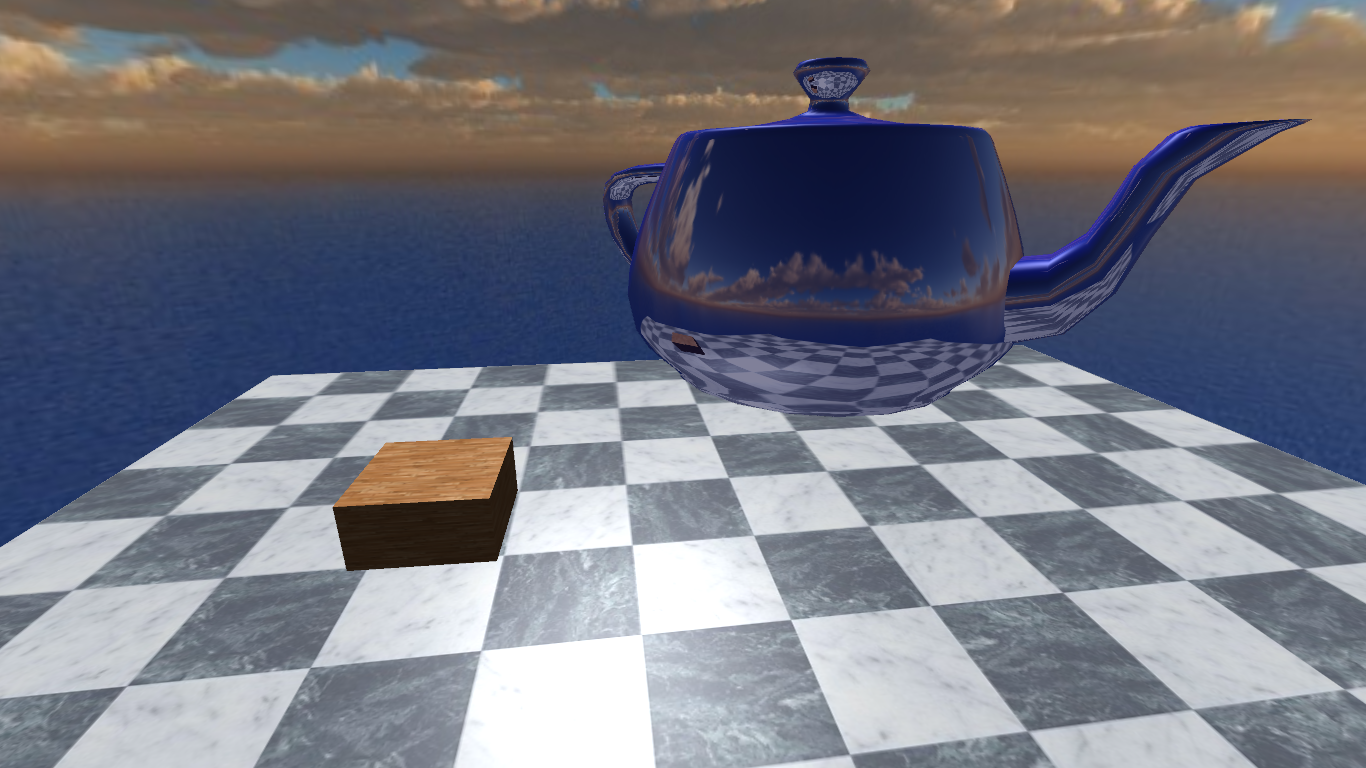
Demonstratie van reflectie op de theepot

## Verder lezen
- (en)  Afbeelding van een Utah-theepot bij Museum van computergeschiedenis
- (en)  Een korte geschiedenis van de Utah-theepot
- Originele dataset (tgz-formaat)
- Interactieve Java-render van de theepot
- De zes platonische vormen
- Variaties van de theepot (3D-printen)
- De theepot 3D-geprint in keramiek

Deels geraadpleegde bronnen
1. ↑  Founders Series: industry legend Jim Blinn (www.fxguide.com) 2012/07/25
2. ↑  Original Utah Teapot at the Computer History Museum
3. ↑  Wald, Ingo, Carsten Benthin, Philipp Slusallek (2002). A Simple and Practical Method for Interactive Ray Tracing of Dynamic Scenes. Technical report, Computer Graphics Group (Saarland University).  Gearchiveerd van origineel op 23 maart 2012. Geraadpleegd op 28 oktober 2013.
4. ↑  Klimaszewski, K., Sederberg, T.W. (1997). Faster ray tracing using adaptive grids. IEEE Computer Graphics and Applications 17 (1): 42–51. DOI: 10.1109/38.576857.

- Dit artikel of een eerdere versie ervan is een (gedeeltelijke) vertaling van het artikel Utah teapot op de Engelstalige Wikipedia, dat onder de licentie Creative Commons Naamsvermelding/Gelijk delen valt. Zie de bewerkingsgeschiedenis aldaar.